# Jazzpower
Jazzpower (opr. Power Dozen) er en international gruppe dannet i 1976 af trommeslageren Charly Antolini. Gruppen spiller en blanding af bebop og hardbop og latin. Jazzpower som oprindelig begyndte med navnet Power Dozen (1972) indspillede en lp Atomic Drums med Antolini som leder, hvorefter gruppen gik i opløsning grundet økonomiske vanskeligheder. Antolini gendannede gruppen igen med navnet Jazzpower (1976), og debuterede med en live indspilning. Gruppen har indspillet 9 lp'er og kører stadig videre med Antolini som leder med base i Tyskland. Bandet består i dag hovedsageligt af tyske og schweiziske musikere, såsom Max Neissendorfer og Andy Scherrer, men havde i starten internationale musikere med, såsom Steve Hooks på Saxofon og Andrei Lobanov på trompet og igen senere Brian Lemon på Klaver og Len Skeat på bas. Gruppen har optrådt i hele Europa både på tv, og på jazzklubber og i koncertsale.

## Diskografi
- Jazzpower live 1976
- Bop Dance - 1982
- Caravan - 1985
- Wow - 1987
- Cookin - 1990
- At the BBC Studio - 1991
- Live in Concert - 1997¨
- Love to Play - 1999
- Loose and Easy - 2001